# Lunovula finleyi
Lunovula finleyi is een slakkensoort uit de familie van de Pediculariidae. De wetenschappelijke naam van de soort is voor het eerst geldig gepubliceerd in 1990 door Rosenberg.